# Kabinett Stelling II
Das Kabinett Stelling II bildete vom 12. April 1921 bis zum 17. März 1924 die Landesregierung von Mecklenburg-Schwerin.
Der Landtag des Freistaates Mecklenburg-Schwerin wählte am 8. April 1921 den Ministerpräsidenten und am 12. April 1921 die übrigen Staatsminister. Am 17. März 1924 trat das Staatsministerium zurück.
| Amt                                                         | Name | Partei        |
| ----------------------------------------------------------- | --- | ------------- |
| Ministerpräsident Äußeres Inneres                           | Johannes Stelling                                                                                             | SPD           |
| Finanzen1                                                   | Karl Petersson bis 20. April 1921 Julius Asch 21. April 1921 bis 29. Juni 1923 Hans Hennecke ab 29. Juni 1923 | SPD           |
| Justiz2                                                     | Wilhelm Brückner bis 15. Dezember 1923 Karl Gladischefski ab 15. Dezember 1923                                | parteilos DDP |
| Landwirtschaft, Domänen und Forsten                         | Otto Schultz 21. April 1921 bis 25. April 1922 Ernst Stier ab 14. Juni 1922                                   | DB            |
| Unterricht, Kunst, geistliche- und Medizinalangelegenheiten | Hermann Reincke-Bloch bis 15. Juni 1922 Karl Gladischefski ab 29. Juni 1922                                   | DVP DDP       |

1 Das Finanzministerium besaß seit dem 1. Oktober 1923 eine Hochbauabteilung. 
 2 Brückner war seit dem 14. Juni 1922 geschäftsführend im Amt und wurde am 1. März 1923 erneut gewählt.